# Falešný Nero
Výrazem Falešný Nero se označují dva vzbouřenci proti císařské moci v Římě, kteří se snažili využít své podobnosti s císařem Neronem.
První se objevil již krátce pro Neronově smrti, v březnu 69. Podle Tacita se jednalo buď o uprchlého pontského otroka, nebo italského propuštěnce, který svým zjevem i vystupováním připomínal císaře Nerona. Podařilo se mu v Řecku a Malé Asii získat jistý počet přívrženců, avšak na rozkaz Calpurnia Asperata, správce Pamfýlie a Galatie, byl zajat a popraven.
Druhým falešným Neronem byl jakýsi Terentius Maximus, který se objevil za vlády císaře Tita. Prohlašoval o sobě, že nebyl zavražděn, jak se všeobecně myslelo, nýbrž že se mu podařilo vojákům uprchnout. Za doprovodu lyry procházel Malou Asií, a než dospěl k Eufratu, získal si značný počet následovníků. Nakonec však uprchl k parthskému králi Artabanovi.